# راندي لين
راندي لين (بالإنجليزية: Randy Laine)‏ هو متركمج أمريكي، ولد في 17 يوليو 1952.

## وصلات خارجية
- راندي لين على موقع IMDb (الإنجليزية)